# Kamienica nad Nysą Łużycką
Kamienica nad Nysą Łużycką (niem. Kemnitz) – wieś w Polsce położona w województwie lubuskim, w powiecie żarskim, w gminie Trzebiel.
W latach 1975–1998 miejscowość administracyjnie należała do województwa zielonogórskiego.
We wsi znajdował się  przystanek kolejowy Kamienica nad Nysą Łużycką.